# Giovanni Antonio Migliorati
Marchese Giovanni Antonio Migliorati (* 12. Mai 1825 in Genua; † 29. Mai 1898 in Florenz) war ein Diplomat und Politiker im Königreich Italien, der unter anderem zwischen 1862 und 1863 Geschäftsträger beziehungsweise Ministerresident im Königreich Dänemark, von 1867 bis 1871 Gesandter im Königreich Bayern sowie zwischen 1871 und 1876 Gesandter im Königreich Griechenland. Er war des Weiteren von 1876 bis zu seinem Tode 1898 Mitglied des Senats (Senato del Regno).

## Leben

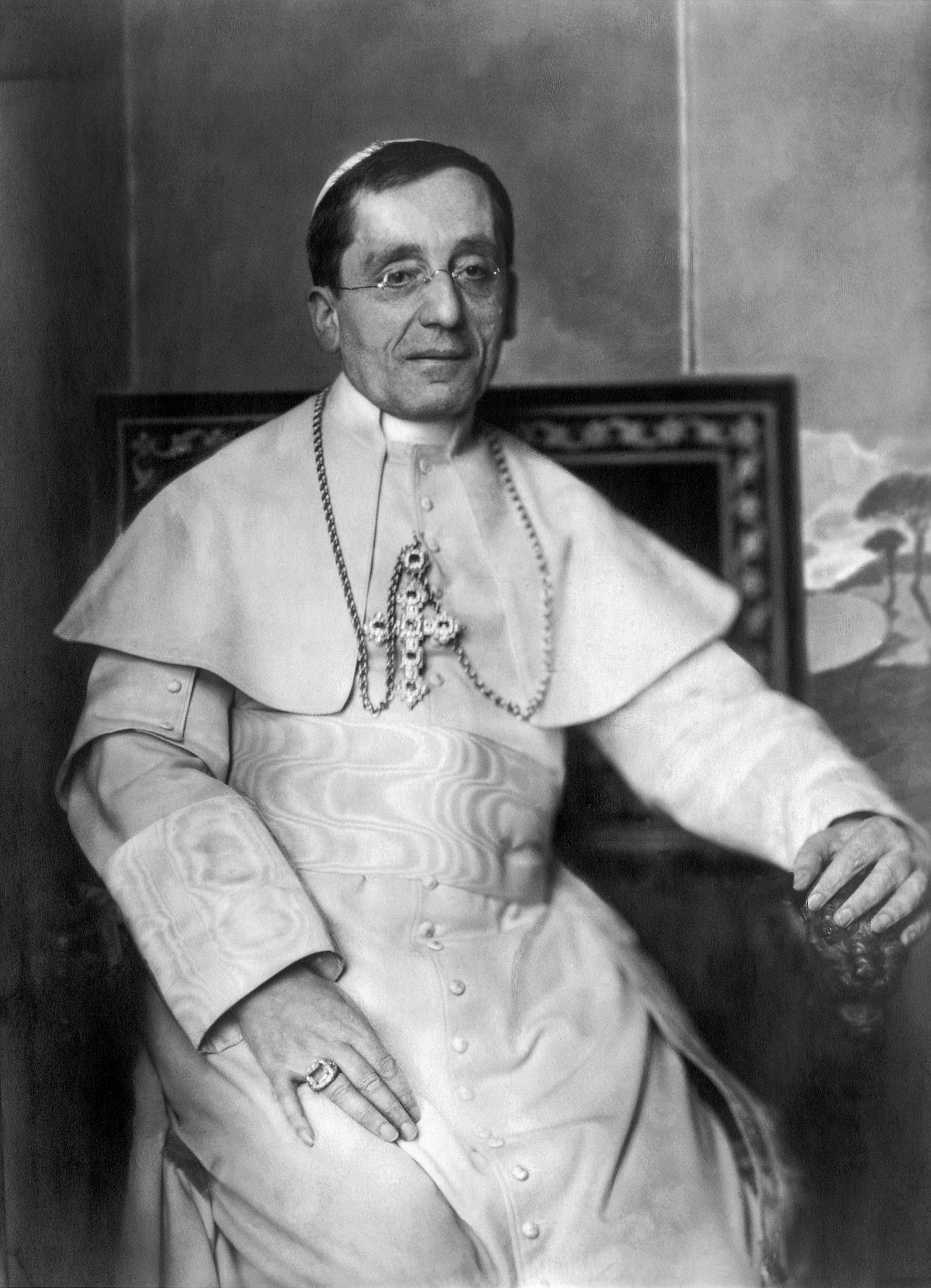
Der spätere Papst Benedikt XV. war ein Neffe von Giovanni Antonio Migliorati.

Giovanni Antonio Migliorati war eines von sechs Kindern von Elia Giovanni Battista Migliorati und dessen zweiter Ehefrau Ersilia Raggi. Aus der Ehe seiner Schwester Giovanna Migliorati mit Giuseppe Della Chiesa stammte Giacomo Della Chiesa, der spätere Papst Benedikt XV. (1854–1922). Er trat am 21. März 1846 in den diplomatischen Dienst des Außenministeriums (Ministero degli affari esteri) des Königreichs Sardinien ein und wurde am 26. Dezember 1846 als Attaché an die Gesandtschaft im Osmanischen Reich versetzt. Nachdem er als Freiwilliger am Erste Unabhängigkeitskrieg Italiens (1848 bis 1849) teilgenommen hatte, kehrte er nach seiner Beförderung zum Legationssekretär Zweiter Klasse am 5. Mai 1849 an die Gesandtschaft im Osmanischen Reich zurück und war nach seiner Ernennung zum Legationssekretär Erster Klasse am 27. November 1852 in Rom tätig. Im Anschluss war er zwischen dem 29. November 1857 und Oktober 1859 an der Gesandtschaft im Königreich der Niederlande tätig sowie Mitglied der Nationalversammlung der Völker der Romagna (Assemblea nazionale dei popoli delle Romagne). Neben seiner diplomatischen Tätigkeit in den Niederlanden war er zwischen Juli und August 1859 zunächst Königlicher Kommissar sowie daraufhin von August bis Oktober 1859 Generalintendant von Ferrara.
Nach Beendigung dieser Funktion kehrte Migliorati als Legationssekretär Erster Klasse in den diplomatischen Dienst zurück und wurde am 16. Januar 1860 an die Gesandtschaft im Königreich Dänemark versetzt. An dieser wurde er am 13. März 1862 Geschäftsträger und am 29. Oktober 1863 Ministerresident im Königreich Dänemark. Er verblieb auf diesem Posten bis zum 22. November 183, woraufhin Rodrigo Doria di Prelà ihn ablöste. Zugleich war er vom 9. Februar 1860 bis zum 13. März 1862 auch Legationssekretär Erster Klasse sowie im Anschluss zwischen dem 13. März und dem 24. September 1862 Geschäftsträger der Gesandtschaft im Königreich Schweden. 1862 wurde er ferner Mitglied des Consiglio del contenzioso diplomatico, des Komitees für Rechtsfragen des Außenministeriums. Danach war er vom 13. März 1864 Ministerresident und erhielt dort am 27. November 1867 die Ernennung zum Gesandten Zweiter Klasse (Inviato straordinario di II classe). Er war zugleich zwischen dem 13. März 1864 und dem 30. Dezember 1867 auch als Ministerresident in Bolivien, Chile und Ecuador mit Amtssitz in Lima akkreditiert.
Nach seiner Ernennung zum Gesandten Erster Klasse (Inviato straordinario di I classe) war er als Nachfolger von Filippo Oldoini Rapali vom 30. Dezember 1867 bis zu seiner Ablösung durch Giuseppe Greppi am 14. Mai 1871 außerordentlicher Gesandter und bevollmächtigter Minister im Königreich Bayern. Während dieser Zeit wurde er 1869 auch Mitglied der Geografischen Gesellschaft, der Società Geografica Italiana. Zuletzt wurde er am 14. Mai 1871 Gesandter im Königreich Griechenland und verblieb auf diesem Posten bis zu seinem Eintritt in den Ruhestand am 12. März 1876.
Im Anschluss wurde Giovanni Antonio Migliorati am 12. März 1876 zum Mitglied des Senats (Senato del Regno) ernannt und gehörte diesem vom 11. Mai 1876 bis zu seinem Tode am 29. Mai 1898 an. Für seine langjährigen Verdienste wurde er Ritter, Offizier, Kommandeur sowie Großoffizier des Ordens der Krone von Italien und erhielt zuletzt auch das Großkreuz dieses Ordens. Des Weiteren war er Kommandeur des österreichischen Franz-Joseph-Ordens sowie Ritter des tunesischen Nischan-el-Iftikhar-Ordens. Er war mit Lima Clorinda Canevaro verheiratet.